# 帝冠樣式

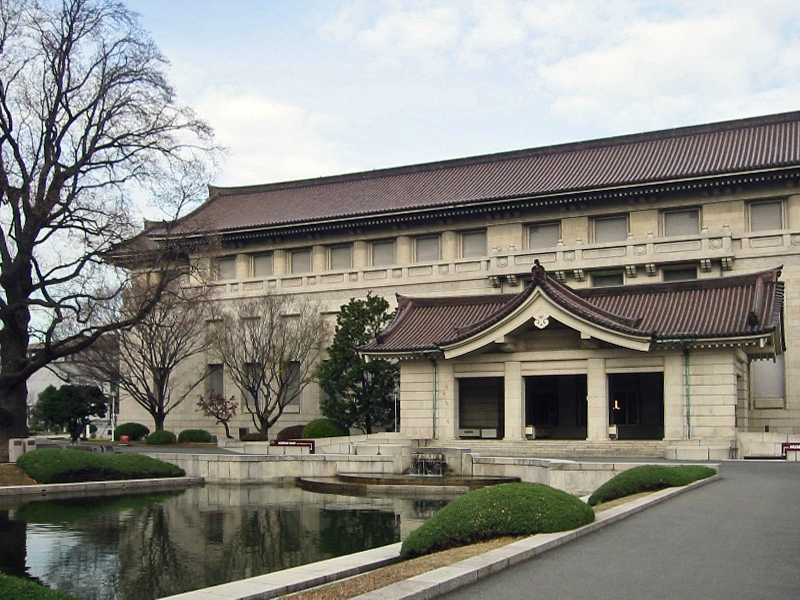
帝冠樣式建築示例：位於東京上野的東京國立博物館本館

帝冠樣式（日语：／ Teikan yōshiki */?），又稱帝冠式（日语：／ Teikanshiki */?），是日本在昭和初期（主要為1930年代）所流行以現代的钢筋混凝土結構建造、但拥有日式傳統造型的現代建築，屬於廣義的和洋折衷建築流派。在满洲国地区，这一风格又被称作兴亚式（日语：／ Kōashiki */?）。

## 概要
帝冠樣式是1930年代在日本民族主义势力抬头的背景下，为对抗現代主义建築而产生的日本建筑样式。现代建筑辅以日本式的屋顶，是该样式非常显著的特点。该样式又以「穿着军服的建筑」之绰号为人所知。因为兼具实用和容易表现日本建筑的构思这些特点，不只是日本本土，中國東北（昔日的滿洲國範圍）等中國舊時受日本控制的地區也有留存不少帝冠樣式的建築。不過，在其流行年代之前即由日本統治的台灣、朝鮮則較少見（尤其是朝鮮），這些地區比較容易看到的日本統治時代遺風是古典主義樣式。

## 代表性建築

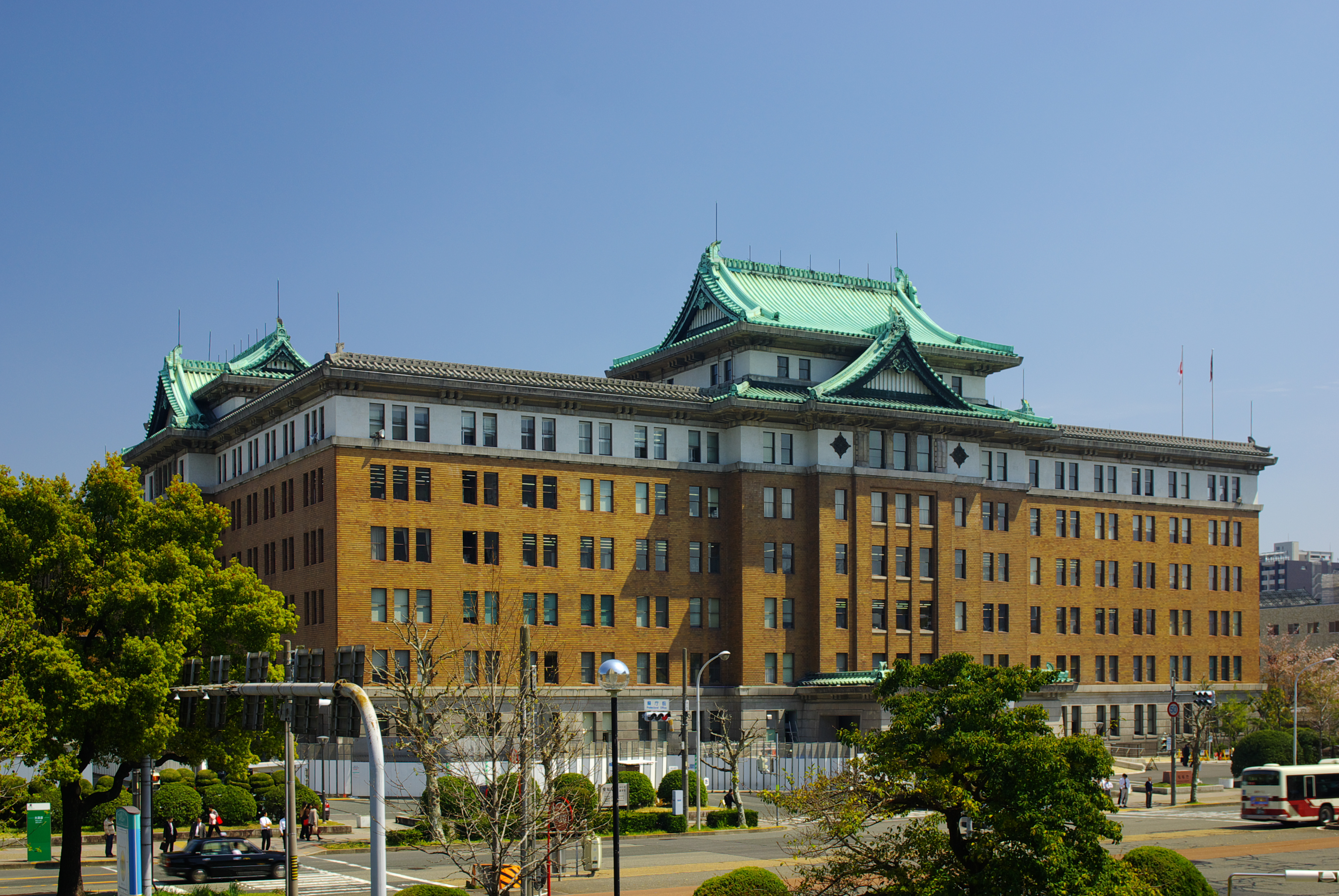
愛知縣廳舍

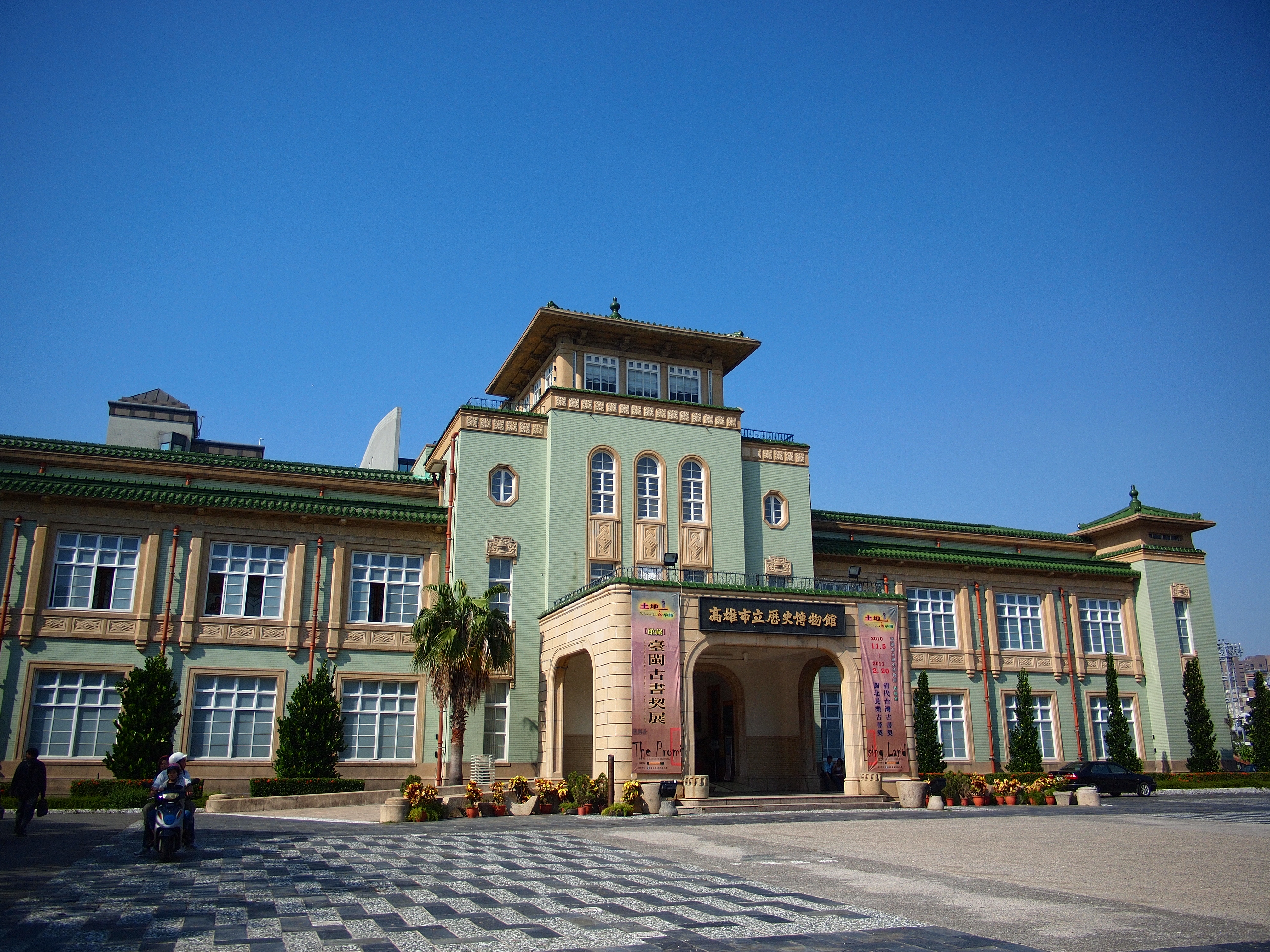
臺灣高雄市立歷史博物館

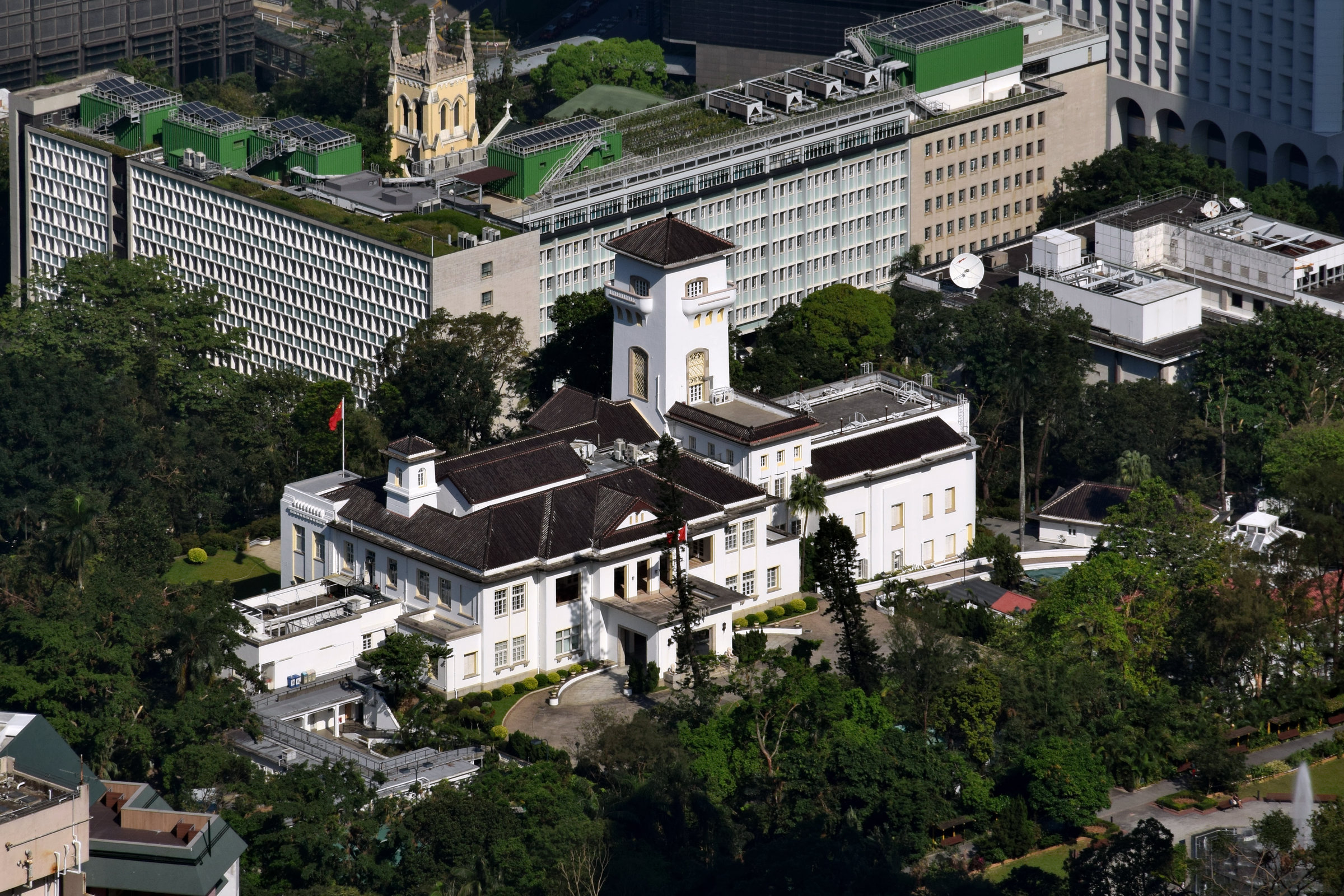
香港礼宾府

### 今日本國內
- 神奈川縣廳舍（小尾嘉郎，1928）
- 名古屋市廳舍（平林金吾，1933）
- 日本生命館，現高島屋日本橋店（高橋貞太郎，1933）
- 大禮紀念京都美術館，現京都市美術館（前田健二郎，1933）
- 軍人會館，現九段會館（小野武雄，1934）
- 德川美術館（日语：徳川美術館）（佐野時平，1934）
- 東京帝室博物館，現東京國立博物館本館（渡邊仁，1937）
- 靜岡縣廳舍（日语：静岡県庁舎）（中村與資平，1938）
- 愛知縣廳舍（日语：愛知県庁舎）（愛知縣建築部營繕課，1938）
- 奈良驛

### 今日本國外

#### 臺灣
- 高雄州廳（1931），已拆除，較難認定是否屬帝冠式建築
- 虎尾郡役所，現雲林布袋戲館（1931）
- 台北高等法院（1934），較難認定是否屬帝冠式建築
- 澎湖廳舍，現澎湖縣政府（1934）
- 臺南武德殿，現臺南市忠義國小禮堂（1936）
- 原大阪商船株式會社台北支店，現國家攝影文化中心臺北館（1937）
- 高雄市役所廳舍，現高雄市立歷史博物館（1939）
- 高雄驛，將成為高雄車站的中山路口入口（1941）
- 樹林鎮農會，已拆除 [2]
- 華南銀行台中分行，現寶雅台中中正店 [3]
- 鳳山佛教蓮社

#### 中國大陸
- 關東軍司令部，現中國共產黨吉林省委員會（1934）
- 天津武德殿，現天津醫科大學總醫院圖書館（1942）
- 滿州國國務院，現吉林大学白求恩医学部基礎医學院
- 滿洲國司法部，現吉林大学白求恩医学部校部
- 滿洲國交通部，現吉林大学白求恩医学部公共衛生學院
- 滿洲國治安部，現吉林大学第一医院
- 滿洲國民生部，現吉林省石油化工設計研究院
- 滿洲國綜合法衙，現空軍461医院
- 滿洲國首都警察廳

#### 香港
- 香港禮賓府

#### 俄羅斯
- 樺太廳博物館，現薩哈林州鄉土博物館（日语：サハリン州郷土博物館）（貝塚良雄，1937）

#### 南韓
- 京城府廳舍，現首爾圖書館（1926）

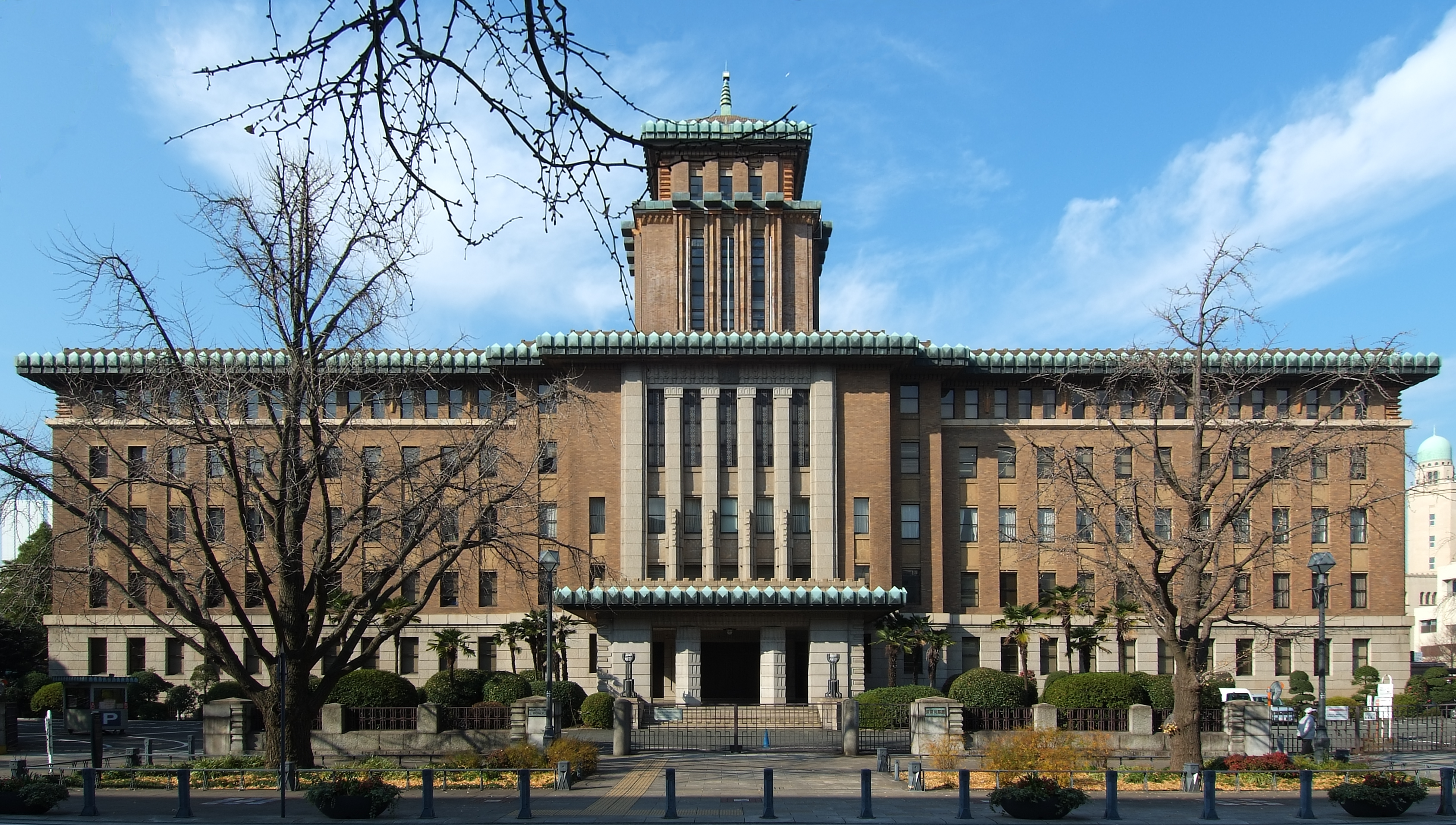
神奈川縣廳舍
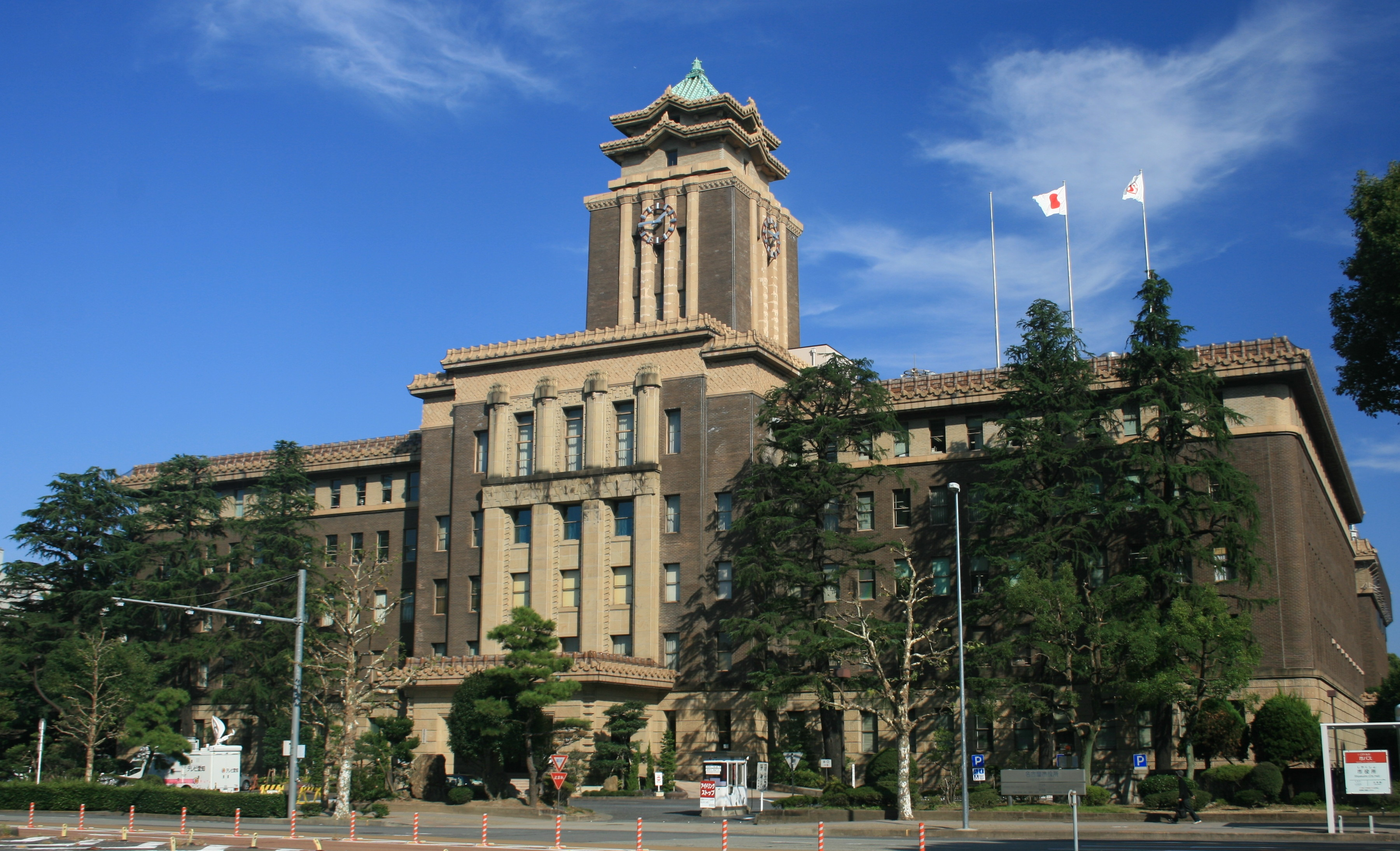
名古屋市廳舍
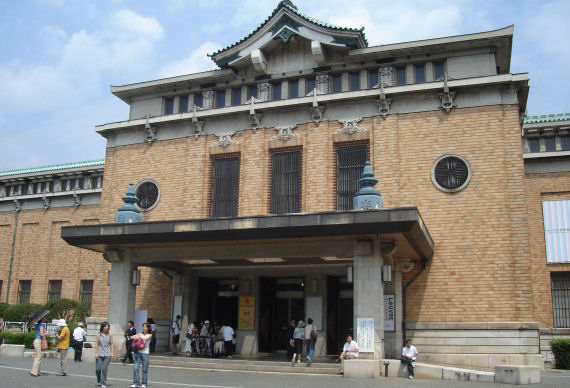
京都市美術館
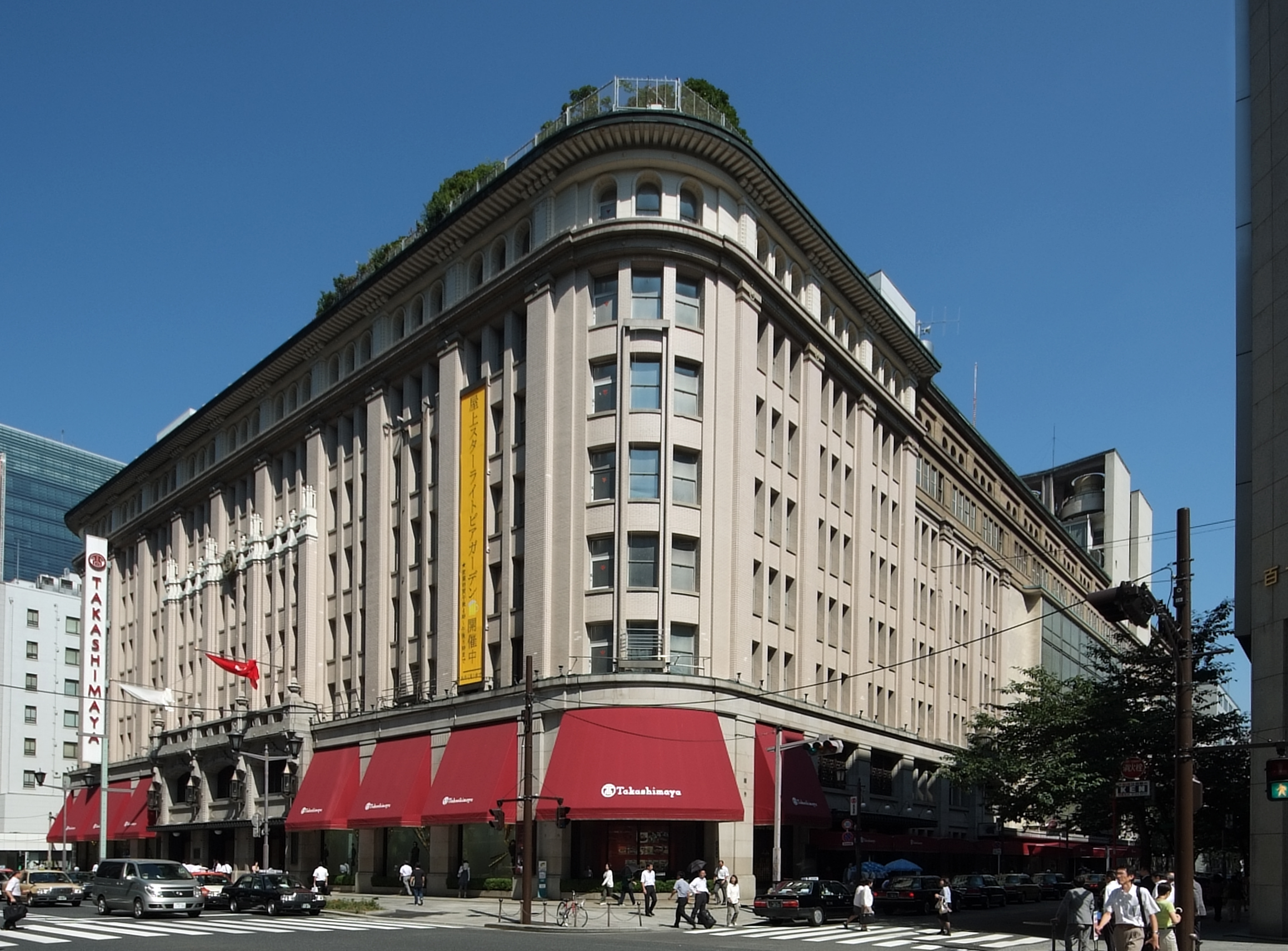
高島屋日本橋店
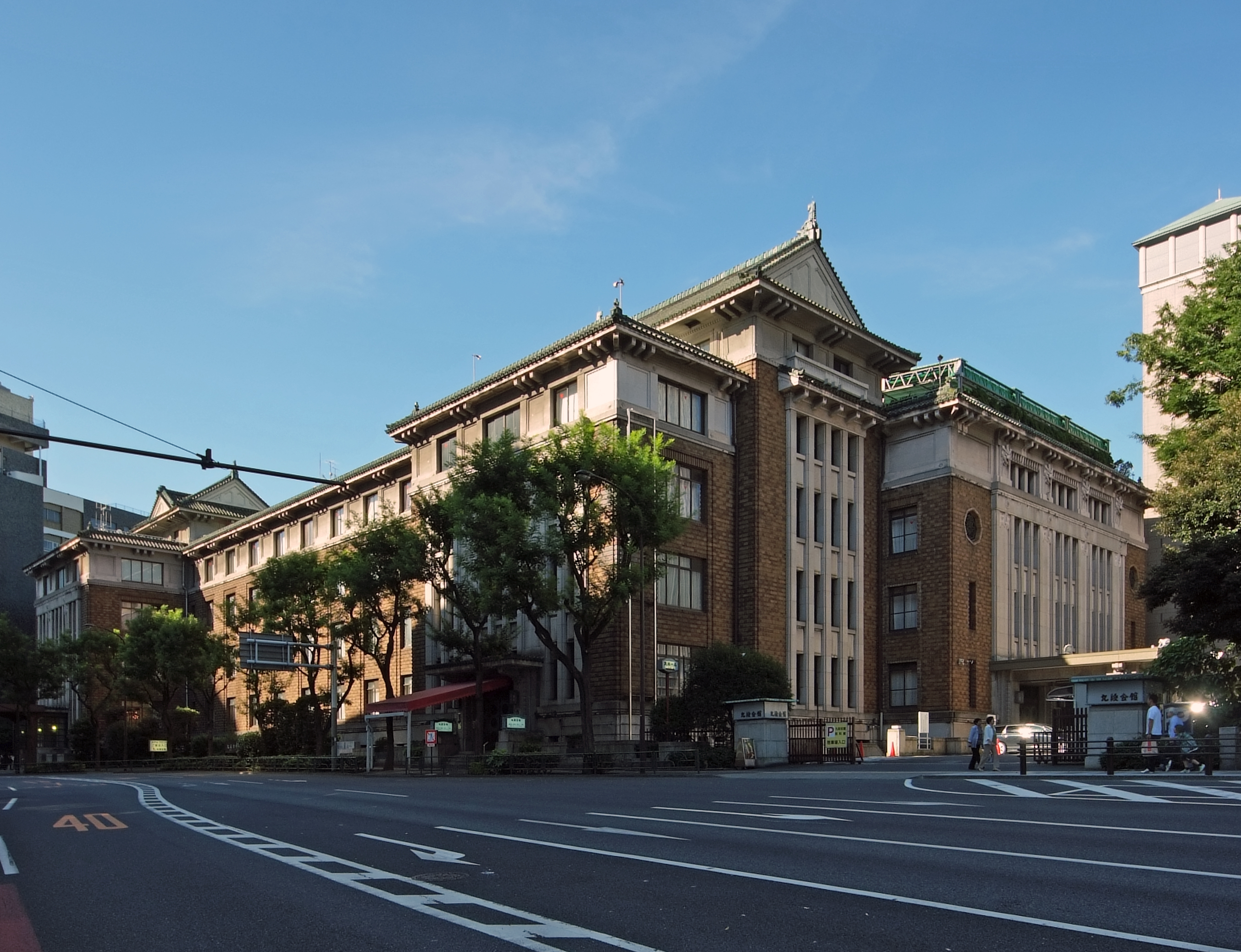
九段會館
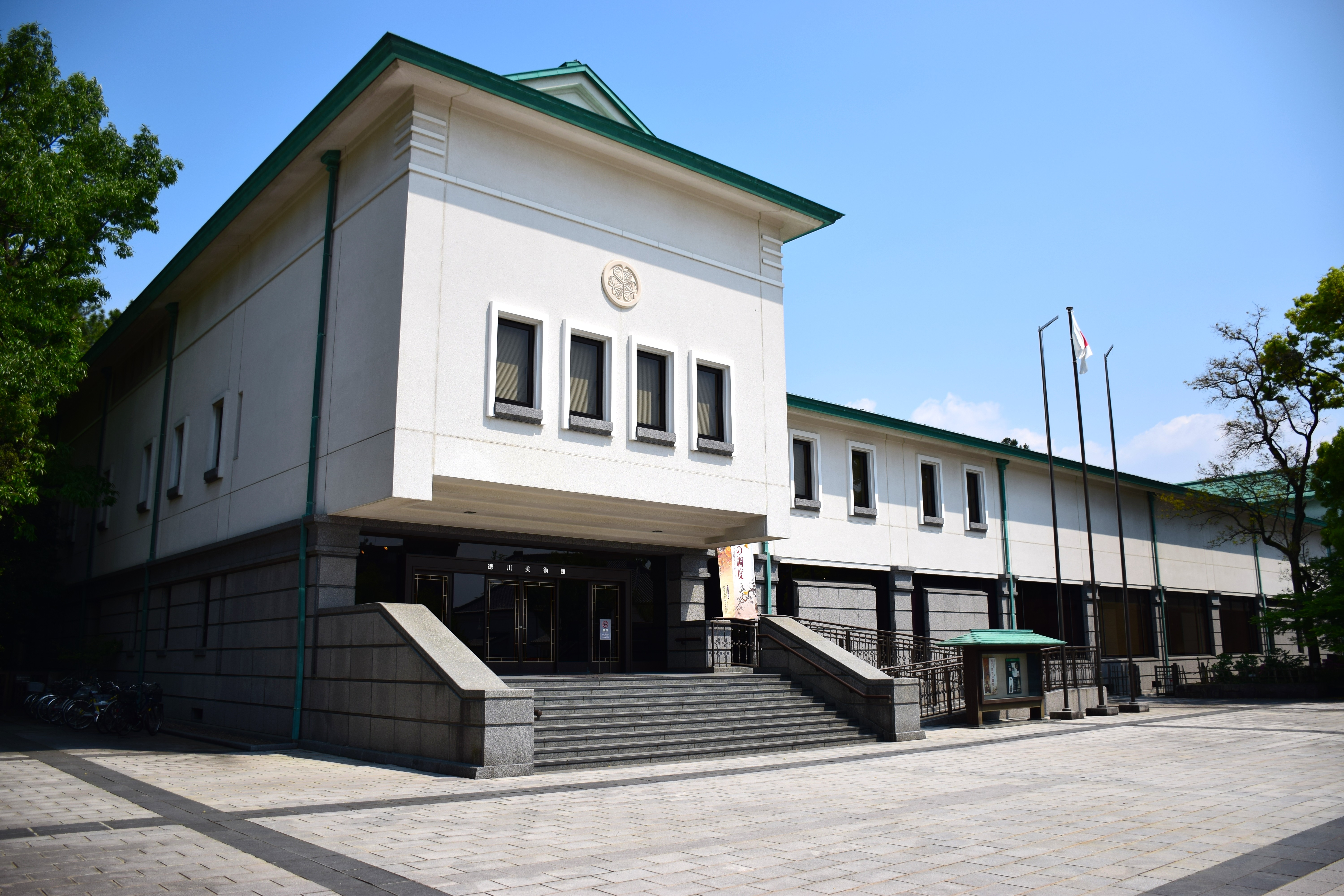
德川美術館
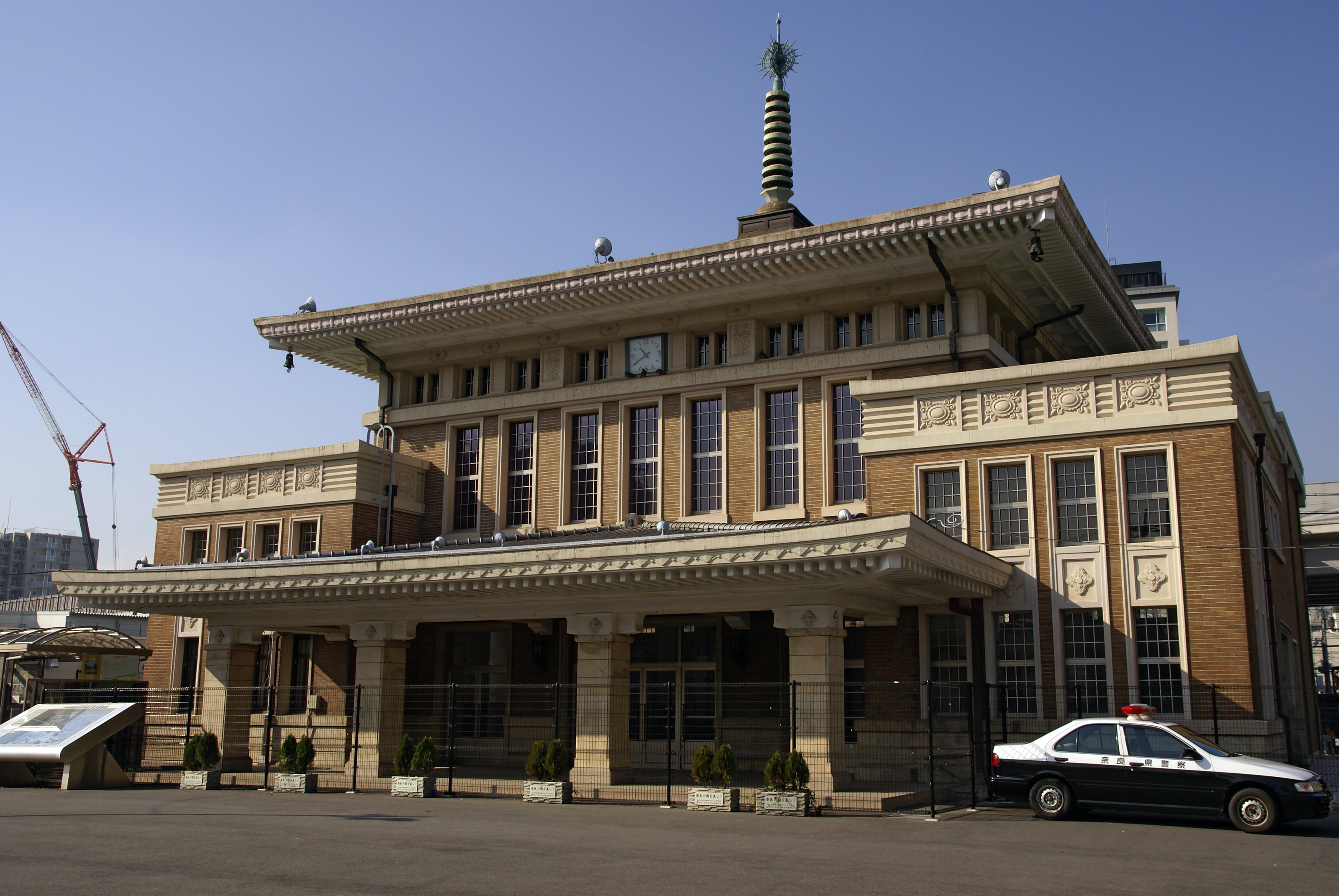
奈良站
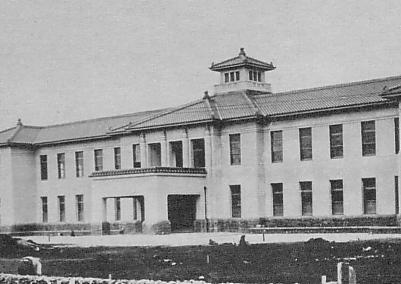
澎湖廳廳舍
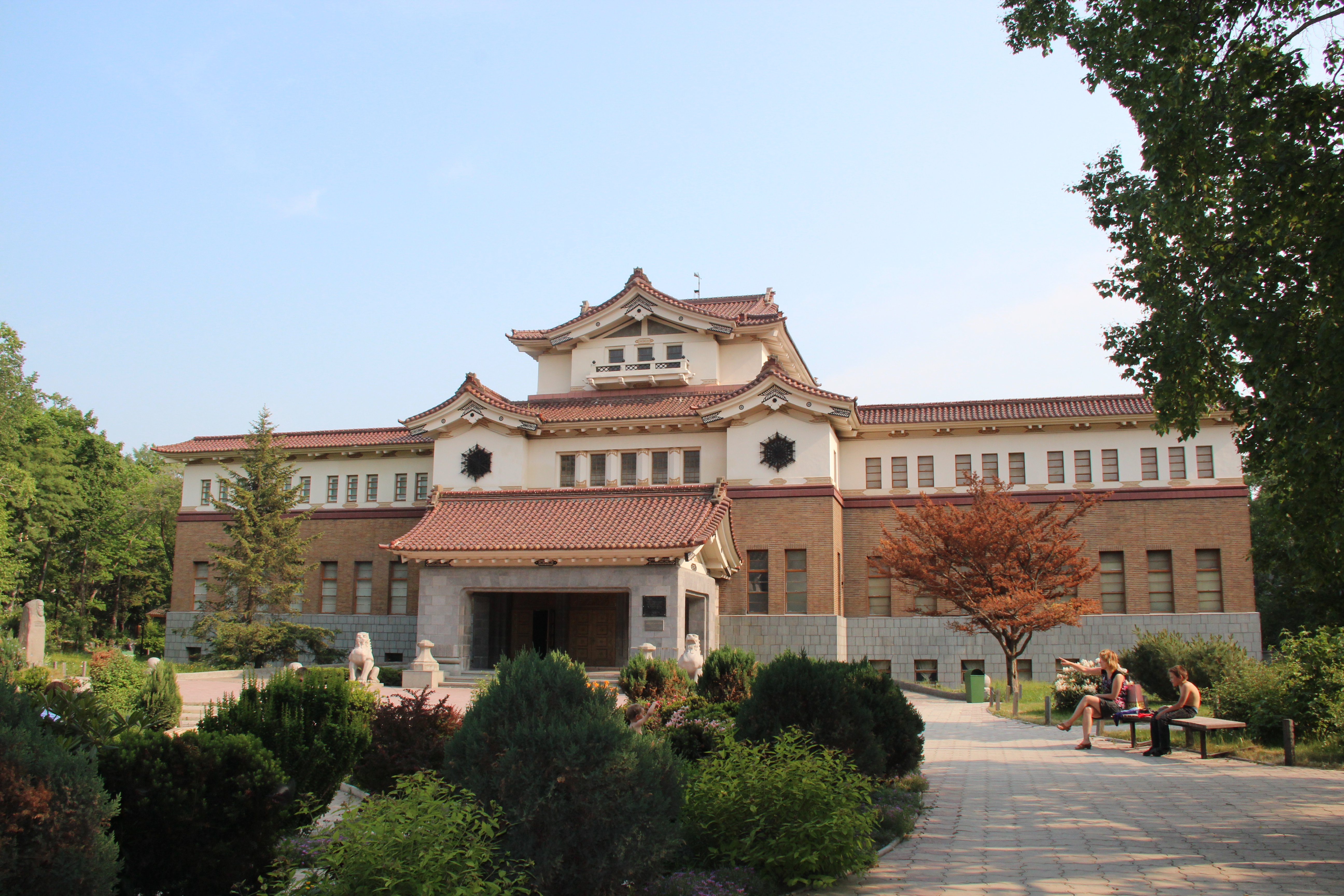
薩哈林州鄉土博物館
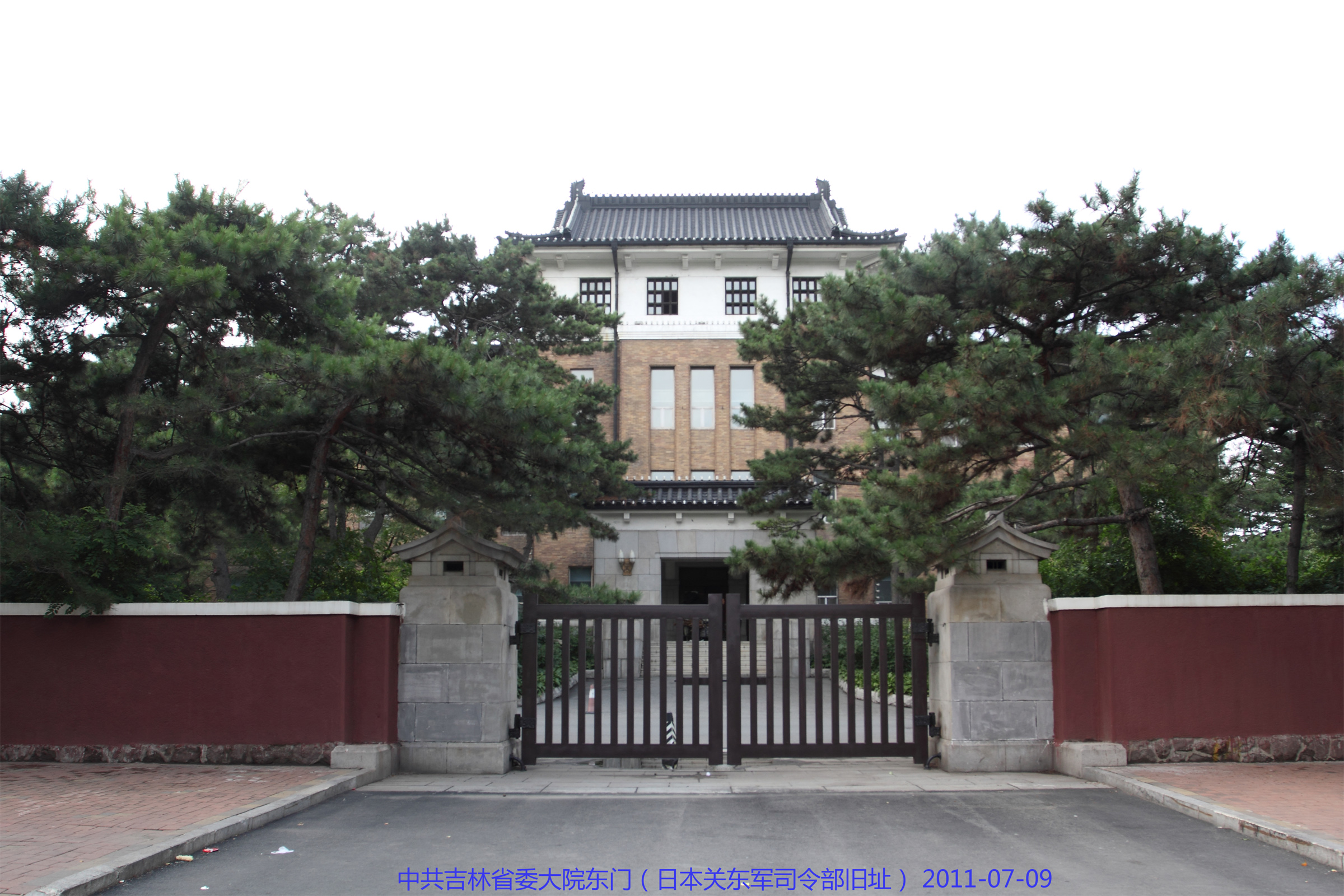
關東軍司令部舊址
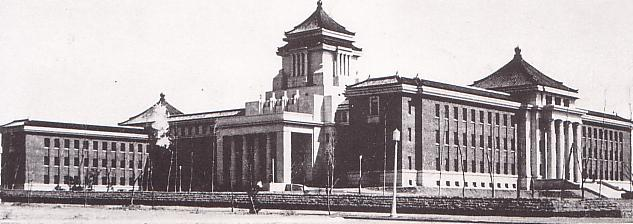
滿洲國國務院舊址
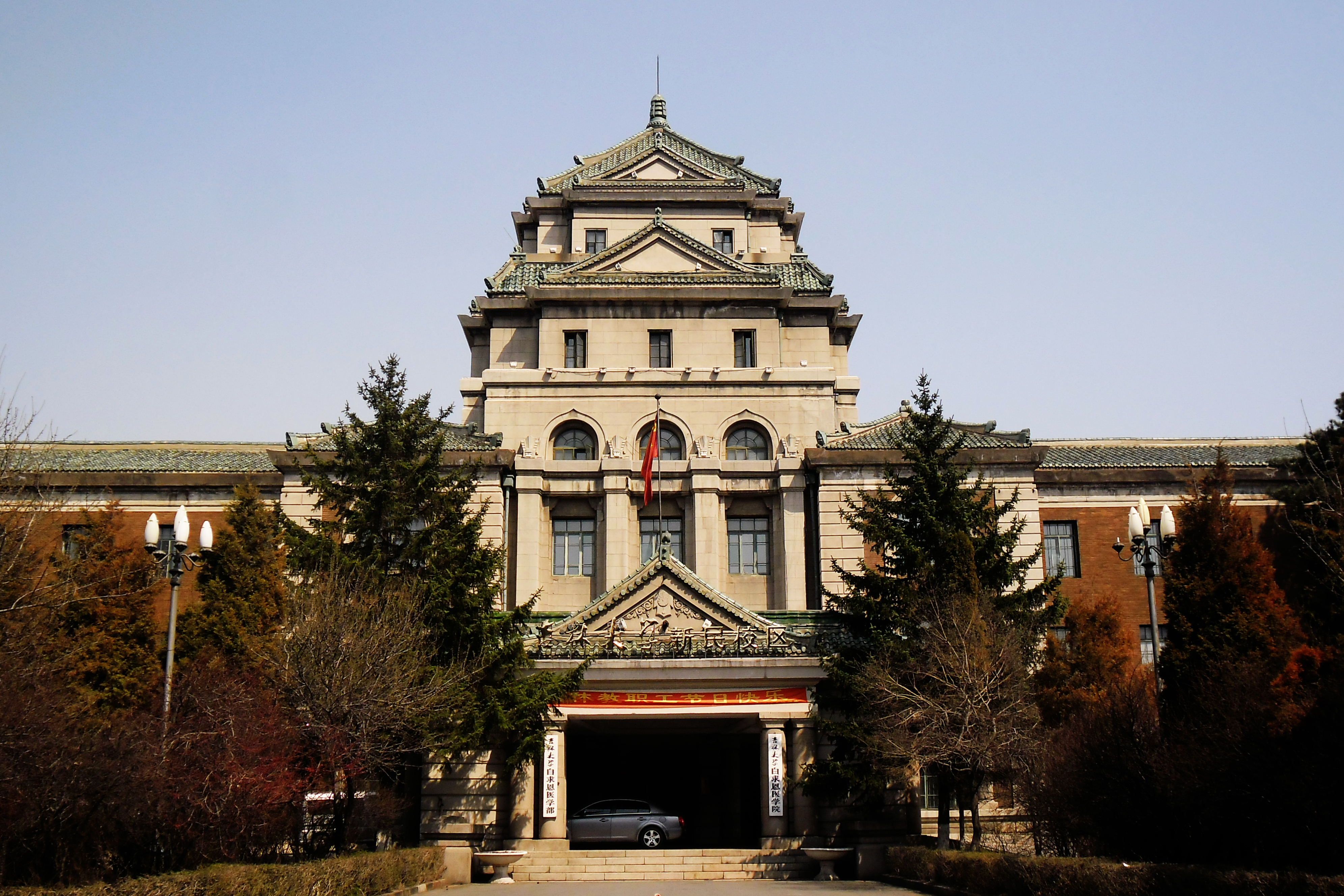
滿洲國司法部舊址
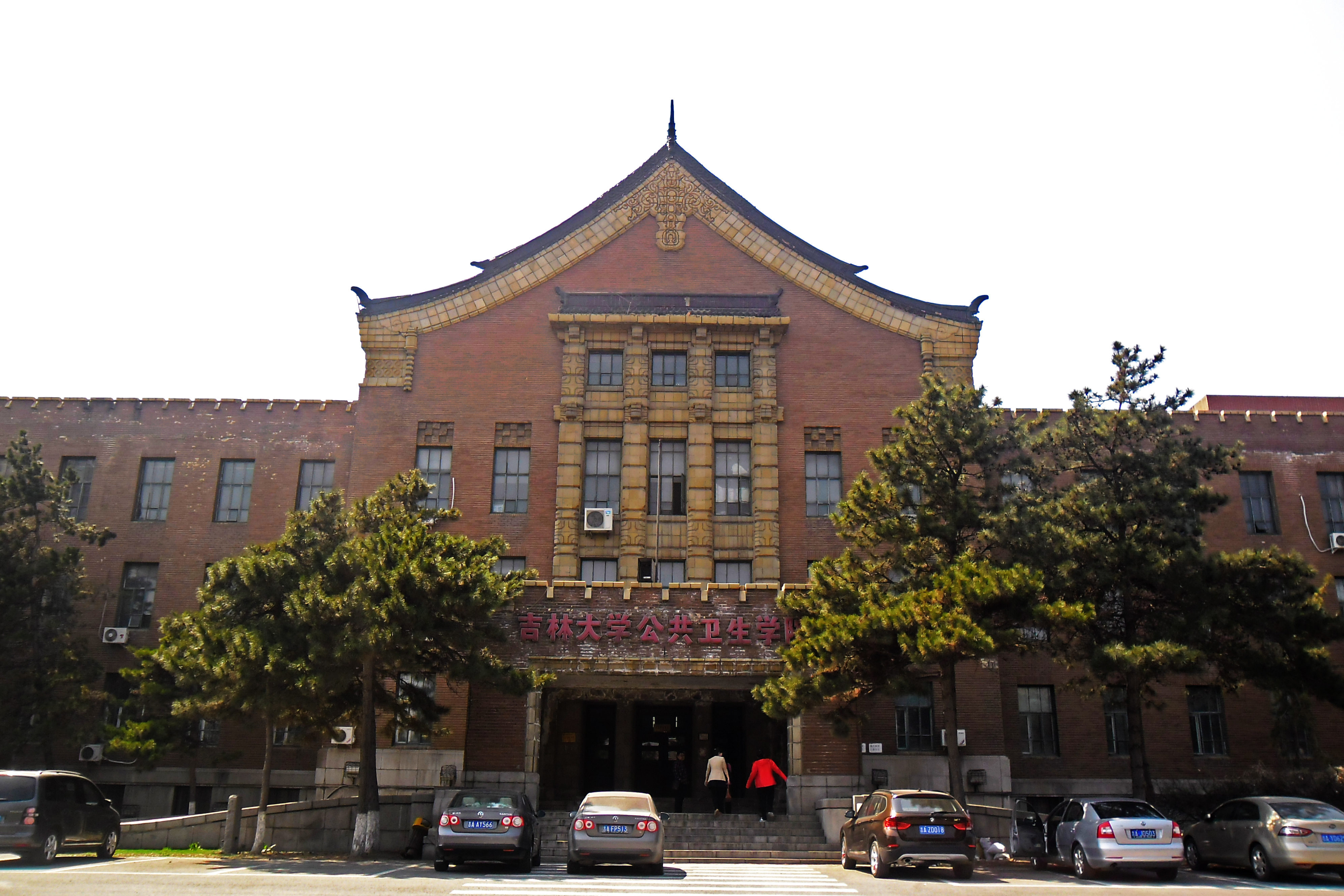
滿洲國交通部舊址
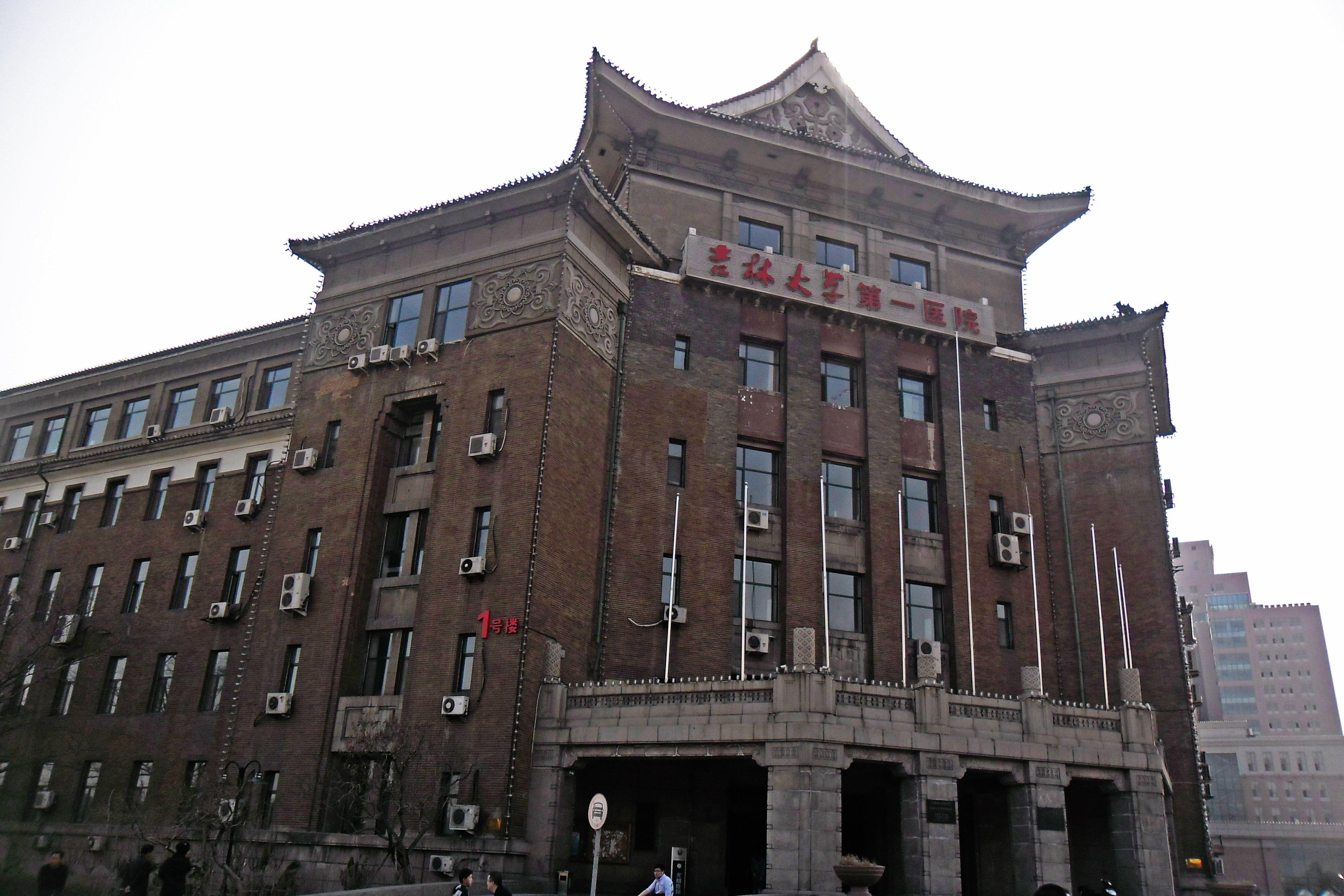
滿洲國治安部舊址
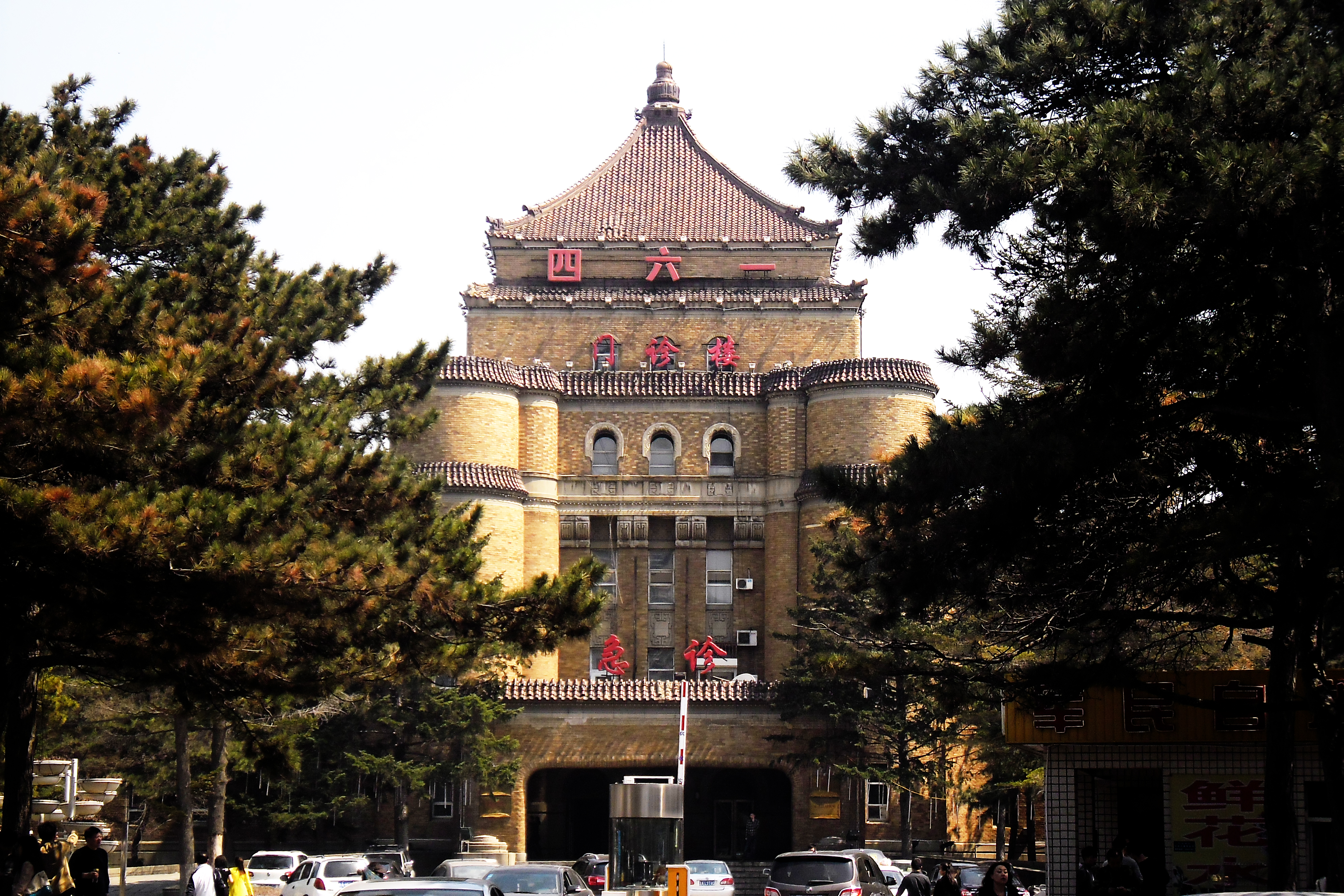
滿洲國综合法衙舊址
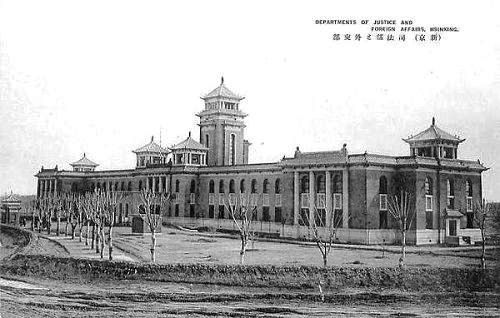
滿洲國首都警察廳舊址
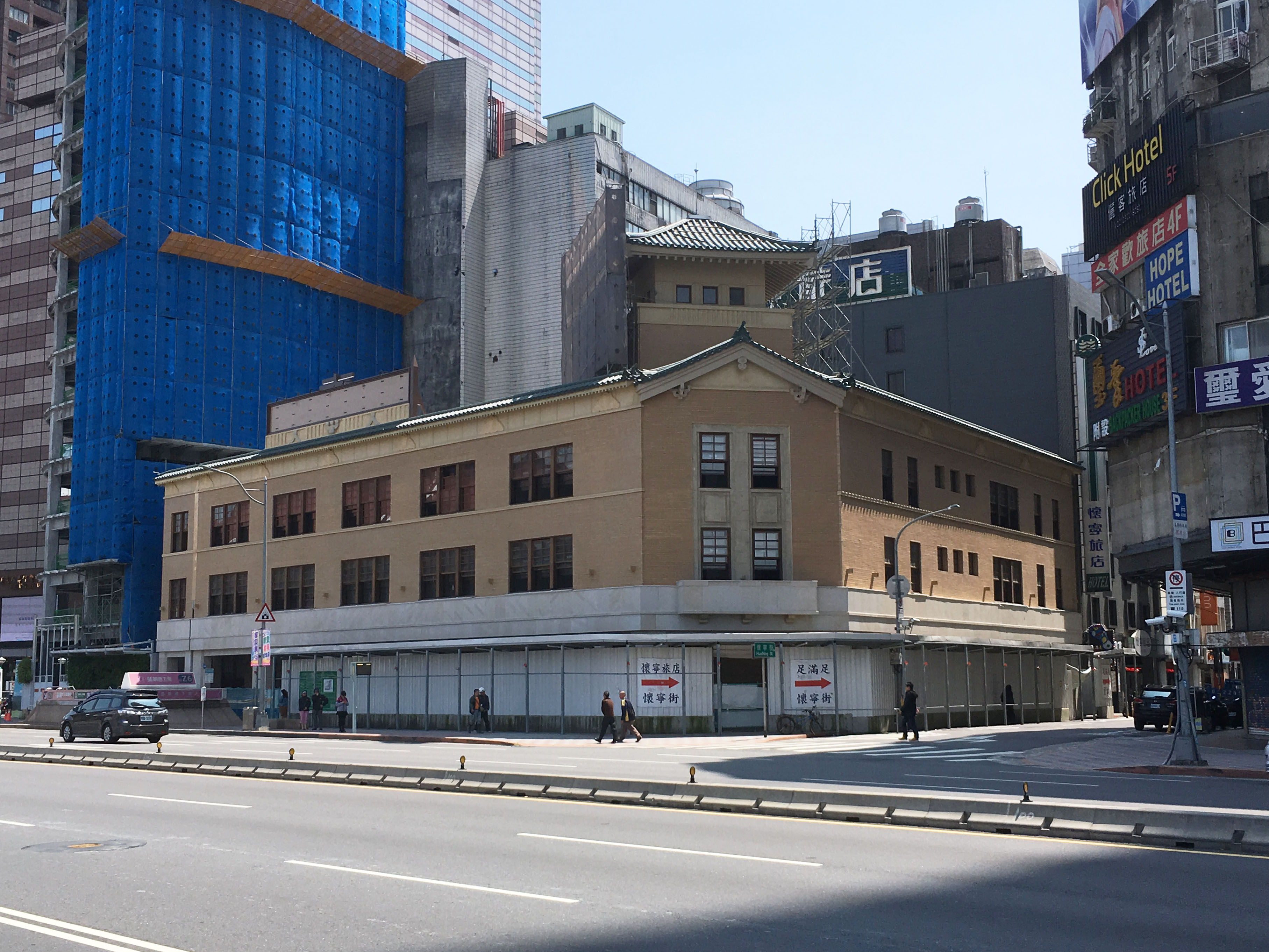
大阪商船台北支店